# 東正紀
東 正紀（あずま まさき）は、日本のドキュメンタリー映像作家。株式会社フォーティーズ代表取締役。
テレビマンユニオンに入社後、タキオンを経てフォーティーズ、エフ・エフを設立。

## 主な演出・プロデュース番組
- 『たずね人の時間-ダバオに残された日系人』 1989年 演出　放送文化基金賞 受賞
- 『密林に生きる大和魂』日比混血軍属45年目の直訴 1990年 演出
- 『NHKスペシャル「厳冬の奥ヒマラヤ・氷の回廊」』
- 『トライアル21』「にっぽん同窓会」
- 『ネイチァリングスペシャル　欲望の大河アマゾン』（日本民間放送連盟賞（第38回教養番組部門最優秀）、放送文化基金賞（第17回ドキュメンタリー番組部門奨励賞）、ATP賞（第8回ベスト20番組）、ギャラクシー賞（第28回奨励賞）
- 『スペシャル番組』「次の一手で人生が決まる」
- 『土曜特集』「人と魚の愉快な知恵くらべ」「水と漁の旅」 ｢お国ことばで語る民話｣
- フジテレビ 情報ライブ EZ!TV
- ネオ日本人図鑑（総合演出）
- ザ・39歳　（総合演出）
- 『ザ・ノンフィクション』600回記念特別番組「老人と放射能 ～FUKUSHIMA～」（US国際フィルム＆ビデオ祭2012 銀賞受賞）[1]
- 『ザ・ノンフィクション』「今だから話せる妻の本音～日航機墜落事故から30年～」
- 『ザ・ノンフィクション』「〜期待して 裏切られて 傷ついて 泣いて〜」前・後篇 2018[2]
- 『直撃!シンソウ坂上』「“コロナ危険地帯”歌舞伎町ホストクラブ」 2020年 構成

## 評価
- 映像作家の実相寺昭雄の回想には≪ずっとアシスタントをしてくれた東正紀（現在夕キオンのディレクタ—)は、完全な変態だった、余計な話だが。≫と記されている。[3]